# اشکان خطیبی
اشکان خطیبی (زادهٔ ۱۹ مهر ۱۳۵۸) بازیگر، خواننده، ترانه‌سرا و کارگردان ایرانی است. او به خاطر بازی در نقش شیرزاد ملک در سریال خاتون (۱۴۰۱–۱۴۰۰) تحسین شده‌است. خطیبی برای بازی در فیلم سینما نیمکت (۱۳۹۵) نامزد جایزه انجمن منتقدان و نویسندگان فیلم ایران شد.

## اوایل زندگی و فعالیت هنری

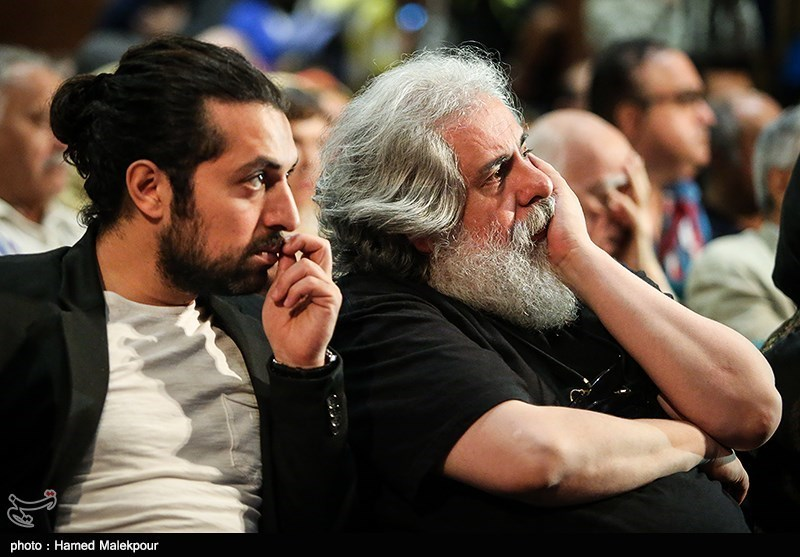
اشکان خطیبی (چپ) در کنار محمد رحمانیان در سال ۱۳۹۳

اشکان خطیبی در ۱۹ مهر ۱۳۵۸ در تهران چشم به جهان گشود. او فارغ‌التحصیل لیسانس رشته تئاتر از دانشگاه آزاد اسلامی است. خطیبی اولین تئاتر خود را در سال ۱۳۷۷ به کارگردانی آزاده سهرابی اجرا کرده‌است. او بیشترین همکاری را در تئاتر با محمد رحمانیان داشته‌است.
خطیبی برای اولین با در سریال همسفر، به کارگردانی قاسم جعفری در سال ۱۳۷۹ به جلوی دوربین رفت. او اولین فیلم سینمایی خود را در سال ۱۳۸۳ به نام خیلی دور، خیلی نزدیک، با کارگردانی رضا میرکریمی بازی کرده‌است. وی همچنین داور خنداننده شو در بین سال‌های ۱۳۹۶ تا ۱۳۹۷ بوده‌است.
خطیبی در سال ۱۴۰۰ در نقش شیرزاد ملک در سریال نمایش خانگی خاتون به کارگردانی تینا پاکروان درخشید و مورد توجّه قرار گرفت.
خطیبی در حوزه خوانندگی می‌تواند گیتار، پیانو و سازدهنی بنوازد. او همچنین در گروه ترافیک فعالیت می‌کرد و اولین آلبوم خود را با نام ترافیک در سال ۱۳۹۲ منتشر کرده‌‌است. سبک ترانه‌های خطیبی پس از مهاجرت از ایران، به سبک اعتراضی و اجتماعی تغییر کرد.

## زندگی شخصی

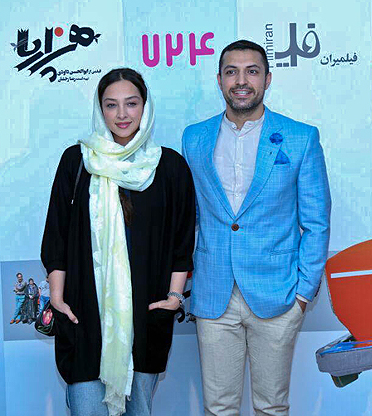
خطیبی در کنار همسر سابقش، آناهیتا درگاهی در سال ۱۳۹۷

اشکان خطیبی در سال ۱۳۹۵ در برنامه خندوانه رسماً اعلام کرد که با آناهیتا درگاهی، بازیگر ایرانی ازدواج کرده‌است. در سال ۱۴۰۳، خطیبی پس از مهاجرت از ایران، از همسر خودش طلاق گرفت. خطیبی از مهاجرت خود از ایران ابراز پشیمانی کرد و گفت به بیماری C-PTSD (اختلال استرس پس از سانحه پیچیده) مبتلا شده‌است.

## فیلم‌شناسی

### سینما
| سال  | عنوان                | نقش           | توضیحات | منا. |
| ---- | -------------------- | ------------- | ------- | ---- |
| ۱۳۷۸ | دفتری از آسمان       |               |         |      |
| ۱۳۸۳ | خیلی دور، خیلی نزدیک | سامان عالم    |         |      |
| ۱۳۸۶ | فرزند افیون          |               |         |      |
| ۱۳۸۷ | به هدف شلیک کن       | بابک          |         |      |
| ۱۳۸۹ | سوت پایان            | مزدک          |         |      |
| ۱۳۸۹ | اسب حیوان نجیبی است  | پسر خیس       |         |      |
| ۱۳۹۰ | آواز دهل             |               |         |      |
| ۱۳۹۰ | فال قهوه             |               |         |      |
| ۱۳۹۱ | قاعده تصادف          | امیر          |         |      |
| ۱۳۹۲ | خانوم                | خسرو          |         |      |
| ۱۳۹۳ | سینما نیمکت          | صبا           |         |      |
| ۱۳۹۵ | نگار                 | فروشنده اسلحه |         |      |
| ۱۳۹۵ | صدای آهسته           | راننده تاکسی  |         |      |
| ۱۳۹۶ | آخرین داستان         | فریدون        | صداپیشه |      |

### تلویزیون
| سال       | عنوان                        | نقش           | توضیحات           | منا. |
| --------- | ---------------------------- | ------------- | ----------------- | ---- |
| ۱۳۷۹      | همسفر                        |               |                   |      |
| ۱۳۷۹      | هم‌پیمان                      |               |                   |      |
| ۱۳۸۰      | دوران سرکشی                  |               |                   |      |
| ۱۳۸۰      | زمانی برای خاکستر            |               |                   |      |
| ۱۳۸۱      | این راهش نیست                |               |                   |      |
| ۱۳۸۲      | اگه بابام زنده بود           | فرخ سیکارودی  |                   |      |
| ۱۳۸۳      | روشنایی‌های شهر               |               |                   |      |
| ۱۳۸۵      | آخرین گناه                   | بهروز پناهی   |                   |      |
| ۱۳۸۵      | ازنفس‌افتاده                  | آرش           | نقش اصلی          |      |
| ۱۳۸۷–۱۳۸۶ | گل‌های گرمسیری                |               |                   |      |
| ۱۳۸۷–۱۳۸۶ | طرح خانه نو                  | مجری          |                   |      |
| ۱۳۸۶      | یک مشت پر عقاب               |               |                   |      |
| ۱۳۹۳–۱۳۸۸ | شاید برای شما هم اتفاق بیفتد |               |                   |      |
| ۱۳۸۹      | در مسیر زاینده‌رود            | مهران سارنگ   |                   |      |
| ۱۳۹۱      | سهمی برای دوست               |               |                   |      |
| ۱۳۹۱      | تکیه بر باد                  | مهدی تراب‌نژاد |                   |      |
| ۱۳۹۱      | تهران پلاک ۱                 |               |                   |      |
| ۱۳۹۱      | گپ                           | مهمان برنامه  |                   |      |
| ۱۳۹۲      | مهرآباد                      |               |                   |      |
| ۱۳۹۲      | بچه‌های نسبتاً بد              | همایون        |                   |      |
| ۱۳۹۳      | بهارستان                     | مجری          | ویژه برنامه نوروز |      |
| ۱۳۹۷–۱۳۹۶ | خنداننده شو                  | داور          |                   |      |
| ۱۳۹۷–۱۳۹۶ | پنج ستاره                    | مجری          |                   |      |

### نمایش خانگی
| سال       | عنوان       | نقش        | توضیحات  | منا. |
| --------- | ----------- | ---------- | -------- | ---- |
| ۱۳۹۰      | شام ایرانی  | خودش       |          |      |
| ۱۴۰۱–۱۴۰۰ | خاتون       | شیرزاد ملک | نقش اصلی |      |
| ۱۴۰۱      | مهمونی      | مهمان      |          |      |
| ۱۴۰۱      | دست به مهره | مجری       |          |      |

### تئاتر
| سال       | عنوان            | نقش | کارگردان          | نویسنده                           |
| --------- | ---------------- | --- | ----------------- | --------------------------------- |
| ۱۳۷۷      | تلفن             |     | آزاده سهرابی      |                                   |
| ۱۳۷۸      | ملاقات شبانه     |     | نیما دهقان        | نیما دهقان                        |
| ۱۳۸۲–۱۴۸۱ | مرگ و دوشیزه     |     | اشکان خطیبی       | آریل دورنمانت                     |
| ۱۳۸۳      | زمستان           |     | هما روستا         | امید سهرابی                       |
|           | پیشخدمت          |     | بهزاد مرتضوی      | امید سهرابی                       |
|           | آدم‌های خیس       |     | بهزاد مرتضوی      | امید سهرابی                       |
| ۱۳۸۷      | مانیفست چو       |     | محمد رحمانیان     | محمد رحمانیان                     |
| ۱۳۹۲      | خدای کشتار       |     | علیرضا کوشک جلالی | یاسمینا رضا                       |
| ۱۳۹۲      | روزهای آخر اسفند |     | محمد رحمانیان     | محمد رحمانیان                     |
| ۱۳۹۳      | ترانه‌های قدیمی   |     | محمد رحمانیان     | محمد رحمانیان                     |
| ۱۳۹۳      | ترانه‌های محلی    |     | محمد رحمانیان     | محمد رحمانیان                     |
| ۱۳۹۵      | مجلس ضربت زدن    |     | محمد رحمانیان     | بهرام بیضایی                      |
| ۱۳۹۵      | آدامس خوانی      |     | محمد رحمانیان     | محمد رحمانیان                     |
| ۱۳۹۵      | موسیو ابراهیم    |     | علیرضا کوشک جلالی | علیرضا کوشک جلالی                 |
| ۱۳۹۶      | در انتظار آدولف  |     | علیرضا کوشک جلالی | ماتیو دلاپرته، الکساندر دلاپاتلیر |
|           | بینوایان         |     | حسین پارسایی      | ویکتور هوگو                       |
| ۱۳۹۸      | پستچی پابلونرودا |     | علیرضا کوشک جلالی |                                   |

### تله فیلم
| سال  | عنوان          | نقش | کارگردان    | منا. |
| ---- | -------------- | --- | ----------- | ---- |
| ۱۳۸۵ | مزد عشق        |     | محمود مقامی |      |
| ۱۳۸۶ | بهار قبل و بعد |     | شاهد احمدلو |      |
|      | اکباتان        |     | سعید اسدی   |      |
| ۱۳۹۱ | انتهای بزرگراه |     | فرزاد مؤتمن |      |

### ترجمه
نمایشنامه‌های عشق وحشی و نفرین قحطی زدگان از سم شپارد تحت عنوان عشق و نفرین

## ترانه‌شناسی
اشکان خطیبی خواننده گروه موسیقی ترافیک نیز است.
- آلبوم ترافیک، گروه ترافیک ١٣٩٢ [۶]
- روزای سخت تیتراژ برنامهٔ سین مثل سریال ١٣٩٢
- آهنگ بچه‌های نسبتاً بد (کابوس) برای تیتراژ سریال بچه‌های نسبتاً بد که بنا به دلایلی تیتراژ دیگری جایگزین آن شد. ۱۳۹۲
- یه مرگ ساده ۱۳۹۳
- زندگی من(دکلمه) ۱۳۹۴
- کابوس ۱۳۹۴
- پرده آخر ۱۳۹۴
- امسال سال ماست ۱۳۹۵
- گریه کن دختر ۱۳۹۷
- پرده نقره‌ای ۱۳۹۷
- دستتو بده من ۱۳۹۸
- نفس زمین ۱۴۰۰
- می‌گریزی ۱۴۰۰
- شرق دور تنهایی ۱۷ شهریور ۱۴۰۱
- زن، زندگی، آزادی ۱۴۰۱
- دست آخر ١۴٠٢
- آذر شیوا ١۴٠٢
- تو این چمدونه ۱۴۰۳

## فعالیت‌های دیگر

### خیزش ۱۴۰۱
اشکان خطیبی در دی ۱۴۰۱ در پستی در اینستاگرام خود نوشت: «توهین به مقدسات (به دلیل استوری‌های اینستاگرام و انتقاد) در خیابان مورد حمله فیزیکی لباس شخصی‌ها قرار گرفتم. دست از زندگیم، کارم و هر آنچه ساخته بودم کشیدم. در این مدت یک بار سکته کردم و هر روز از یادآوری آنچه بر سرم آوردند دچار حمله‌های عصبی می‌شوم.»

## جوایز و نامزدی‌ها
| جایزه                                   | سال  | رده                        | کار نامزدشده | نتیجه    | منا.  |
| --------------------------------------- | ---- | -------------------------- | ------------ | -------- | ----- |
| انجمن منتقدان و نویسندگان سینمایی ایران | ۱۳۹۵ | بهترین بازیگر نقش مکمل مرد | سینما نیمکت  | نامزدشده | [ ۹ ] |